# Zimna Woda (gmina Krzywda)
Zimna Woda – wieś w Polsce położona w województwie lubelskim, w powiecie łukowskim, w gminie Krzywda.
| SIMC    | Nazwa     | Rodzaj    |
| ------- | --------- | --------- |
| 0677487 | Burzec    | część wsi |
| 0677493 | Graniczki | część wsi |
| 0677501 | Józefów   | część wsi |
| 0677518 | Zagóry    | kolonia   |

W latach 1975–1998 miejscowość należała administracyjnie do województwa siedleckiego.
Wieś stanowi sołectwo w gminie Krzywda. Według Narodowego Spisu Powszechnego z roku 2011 wieś liczyła 441 mieszkańców.
Wierni Kościoła rzymskokatolickiego należą do parafii Jezusa Chrystusa Ukrzyżowanego w Szczałbie.